# Sarah Parker Remond
Sarah Parker Remond (Salem, Massachusetts; 6 de junio de 1815-Florencia, 13 de diciembre de 1894) fue una médica, conferenciante estadounidense, abolicionista y miembro de la Sociedad Antiesclavista Estadounidense. Realizó su primer discurso contra la esclavitud cuando tenía dieciséis años. Viajó a Inglaterra para reunir apoyo para la causa abolicionista en los Estados Unidos y, después que la Guerra de Secesión comenzó, para el apoyo del ejército de la Unión y el bloqueo de la Unión de la Confederación.
De Inglaterra fue a Italia en 1866, donde estudió medicina. Ejerció la carrera durante casi 20 años en Florencia, se casó allí y nunca volvió a los Estados Unidos.

## Juventud
Fue una de los ocho hijos de John Remond y Nancy Lenox. Su madre Nancy nació en Newton, hija de un veterano de la Guerra de Independencia; el padre de Sarah, John Remond, era un afrodescendiente que fue traído en 1798 a Massachusetts desde la isla holandesa de Curazao a la edad de diez años. En Salem, los Remond construyeron un exitoso negocio de abastos y peluquería. Prosperaron y valoraron la educación, alentando las ambiciones de sus hijos. Sufrieron el racismo y los niños asistieron a una escuela segregada. Remond era mayoritariamente autodidacta, aprendió asistiendo a conferencias, leyendo muchos libros, folletos y periódicos prestados de amigos o adquiridos de la sociedad antiesclavista de su comunidad, que vendía muchos títulos a un precio barato. La familia Remond también recibió a estudiantes que estaban estudiando en la academia local para chicas, incluyendo a Charlotte Forten Grimké.
La familia era comerciante. Sus tres hermanas: Cecilia Remond, Maritchie Joanne Remond, y Caroline Remond Putnam, «poseían el salón de moda de cabello para señoras» en Salem, así como la mayor fábrica de pelucas del estado. También tenía una hermana mayor, Nancy, la esposa de James Shearman, un distribuidor de ostras. Sus hermanos eran Charles, abolicionista; y John Remond, quien se casó con Ruth Rice.

## Activismo
Su familia y sus allegados incluían a muchos activistas de la época. La casa de los Remond fue un refugio tanto para abolicionistas blancos como negros. Sarah asistió regularmente a conferencias antiesclavistas en Salem y Boston. Junto con la enseñanza de los deberes domésticos como cocinar y coser, su madre enseñó a sus hijas a buscar la libertad legalmente, criándolas para participar activamente en la sociedad.
Salem en la década de 1840 fue un centro de actividad antiesclavista. Toda la familia estaba comprometida con el movimiento abolicionista. Recibieron a muchos de los líderes del movimiento, incluyendo William Lloyd Garrison y Wendell Phillips, y a más de un esclavo fugitivo que huía al norte. Su padre era miembro vitalicio de la Sociedad Antiesclavista de Massachusetts. Su hermano mayor Charles Lenox Remond era el primer conferenciante negro de la Sociedad Antiesclavista Estadounidense y un destacado abolicionista negro. Junto con su madre y sus hermanas, Sarah fue un miembro activo de las sociedades antiesclavitud del estado y del condado.
En 1853, compró un boleto para la ópera Don Pasquale, en el Howard Athenaeum en Boston y cuando se negó a aceptar asientos para negros, se vio obligada a abandonar el teatro y fue empujada por las escaleras. Sarah demandó por daños y perjuicios y ganó el caso. Le concedieron $500 y el reconocimiento de que fue agredida.
Las hermanas de Remond entraron en el negocio de sus padres, convirtiéndose en proveedoras de comida, panaderas y peluqueras, pero ella eligió un camino diferente. Con el apoyo y respaldo financiero de su familia, se convirtió en profesora antiesclavista. Abby Kelley Foster, una destacada abolicionista en Massachusetts, animó a Remond cuando viajaron juntas en 1857.

## Conferenciante contra la esclavitud
En 1856, la Sociedad Antiesclavista Estadounidense contrató a un equipo de profesores, entre ellos Sarah, su hermano Charles, ya conocido en los Estados Unidos y Gran Bretaña; y Susan B. Anthony, para recorrer el estado de Nueva York tratando temas antiesclavitud. Durante los dos años siguientes, ella, su hermano y otros hablaron en Massachusetts, Ohio, Michigan y Pennsylvania. A ella y otros afroamericanos a menudo se les daba mal alojamiento debido a su raza.
Aunque era inexperta, Sarah rápidamente se convirtió en un oradora eficaz. William Lloyd Garrison elogió su «manera tranquila, digna, su aspecto ganador y sus llamamientos serios a la conciencia y al corazón.» Con el tiempo, se convirtió en una de las más convincentes y poderosas conferenciantes de la Sociedad Antiesclavista Estadounidense.
Como buena oradora y recaudadora de fondos, Sarah fue invitada a llevar el mensaje antiesclavitud a Gran Bretaña, como lo había hecho su hermano Charles hacía diez años. Acompañada por Samuel May, Jr., zarpó de Boston para Liverpool el 28 de diciembre de 1858, en el vapor Arahia. Llegaron a Liverpool el 12 de enero de 1859, después de un espantoso viaje en invierno. El barco se había cubierto de hielo y nieve y muchos de los pasajeros estaban enfermos, incluyendo Remond.
Antes del viaje, le dijo a Abby Kelly Foster, que no temía «el viento ni las olas, pero sé que no importa cómo vaya, el espíritu del prejuicio me encontrará». Sin embargo, se encontró con la aceptación en Gran Bretaña. «He sido recibida aquí como una hermana por las mujeres blancas por primera vez en mi vida», escribió, «He recibido una simpatía que nunca se me ofreció antes.» Habló en contra de la esclavitud y la discriminación racial, haciendo hincapié en la explotación sexual de las mujeres negras sometidas a la esclavitud. En el Instituto Tuckerman, el 21 de enero de 1859, dio su primera conferencia antiesclavista, sin notas, habló con elocuencia del trato inhumano de los esclavos en los Estados Unidos y sus historias sorprendieron a muchos de sus oyentes. También describió los problemas que sufrían los negros libres en todo Estados Unidos. Durante su gira por Irlanda, se centró en comparar la difícil situación del esclavo africano con los obreros de la clase trabajadora ante su audiencia, preocupando a sus patrocinadores británicos de clase media y alta. En su breve autobiografía, escrita en 1861, escribió que «El prejuicio contra el color siempre ha sido la única cosa, sobre todas las demás, que ha lanzado su sombra gigantesca sobre toda mi vida».
Dio conferencias a multitudes en ciudades de las islas británicas, recaudando grandes sumas de dinero para la causa antiesclavista. Una vez que comenzó la Guerra Civil, trabajó para conseguir el apoyo en Gran Bretaña para el bloqueo de la Unión a la Confederación (que afectó a la navegación británica) y por la causa de la Unión. Debido a que las fábricas textiles británicas dependían en gran medida del algodón americano cosechado por esclavos, Sarah se centró particularmente en esto en sus conferencias. En un discurso pronunciado en 1862, imploró a su audiencia londinense que «No aceptara la diplomacia de los estadistas, ni la intimidación de esclavistas, ni la escasez de algodón, ni temiera a las insurrecciones de esclavos, sino que mantuviera su posición de amigo de los oprimidos negros.» Al final de la guerra y la emancipación de los esclavos, dio conferencias en nombre de los libertos, solicitando fondos y ropa para los ex esclavos. Fue miembro activo de la London Emancipation Society y de la Freedman's Aid Association en Londres. Una conferencia que pronunció en Londres, El hombre libre o el negro emancipado de los Estados del Sur de los Estados Unidos, fue publicada en The Freedman (Londres) en 1867.

## Educación y años posteriores

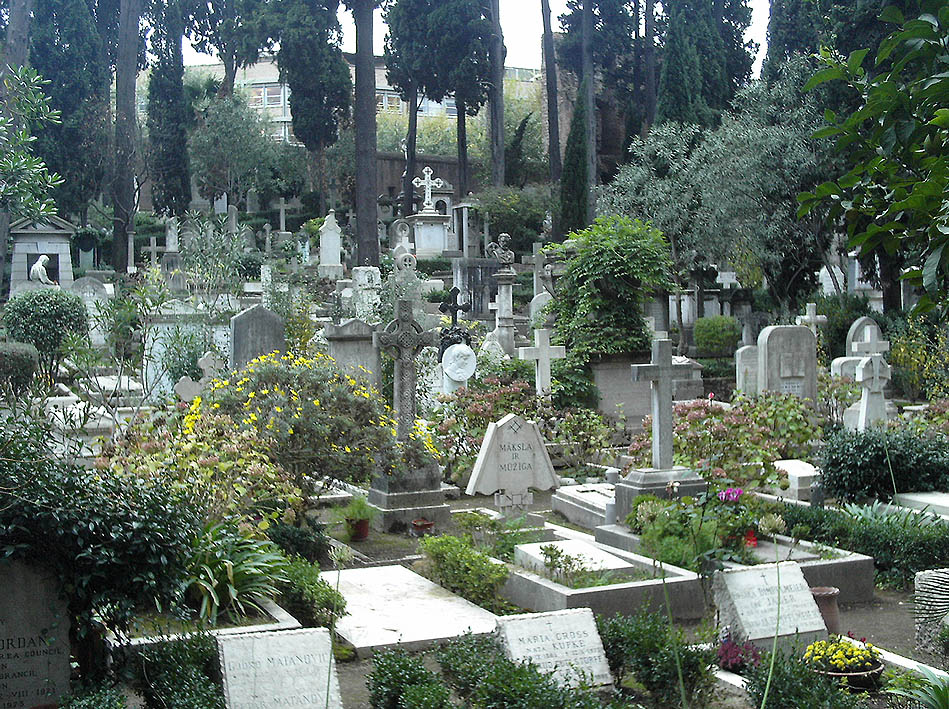
Cementerio protestante de Roma.

Durante sus años en Gran Bretaña, también realizó extensos estudios en el Bedford College for Women (parte posterior de la Universidad de Londres y posteriormente fusionado con el Royal Holloway). Estudió temas clásicos: francés, latín, literatura inglesa, música, historia y oratoria. En este período, también viajó a Roma y Florencia.
En 1866 a la edad de 42 años, se trasladó permanentemente a Florencia, donde ingresó al Hospital de Santa Maria Nuova como estudiante de medicina. Después de terminar sus estudios y convertirse en médica, se quedó en Florencia. Practicó la medicina por más de 20 años, y nunca regresó a los Estados Unidos. Dos de sus hermanas se fueron a vivir con ella.
En Italia, se casó con el pintor de Cerdeña Lazzaro Pintor Cabras (1833-1913) el 25 de abril de 1877. Murió el 13 de diciembre de 1894 en Florencia y está enterrada en el Cementerio Protestante de Roma.